# Langmuir (tijdschrift)
Langmuir is een wetenschappelijk tijdschrift met peer review dat wordt uitgegeven door de American Chemical Society. De naam wordt niet afgekort. Het tijdschrift publiceert onderzoek uit de oppervlakte- en colloïdchemie. Het is genoemd naar Irving Langmuir, een Amerikaans schei- en natuurkundige, die in 1932 de Nobelprijs voor de Scheikunde won.
Langmuir werd opgericht in 1985. In 2017 bedroeg de impactfactor van het tijdschrift 3,789.